# 赤城德彦
赤城德彦（日语：赤城 徳彦/あかぎ のりひこ，1959年4月18日—），日本政治家，赤城宗德的孙子，日本自由民主党成员。
2007年6月赤城被日本首相安倍晋三任命为农林水产大臣，以接替5月28日自缢身亡的前任松冈利胜。但因其自身曝出政治资金丑闻，导致自民党在参议院选举中惨败，因而于8月1日被迫辞职。